# Angelika Tazreiter
Angelika Tazreiter (* 18. Juli 1987) ist eine österreichische Radsportlerin, die mit dem Mountainbike und auf der Straße Rennen bestreitet.

## Sportlicher Werdegang
Angelika Tazreiter war im Radsport zunächst mit dem Mountainbike erfolgreich. 2017 belegte sie im Marathon bei den Europameisterschaften Rang drei. Im selben Jahr wurde sie in derselben Disziplin österreichische Meisterin.
2018 wurde Tazreiter Dritte der österreichischen Straßenmeisterschaft, 2019 Zweite. Sie startete 2019 bei den Straßenweltmeisterschaften und belegte Platz 75 im Straßenrennen. Auf dem Mountainbike entschied sie die von Gerhard Schönbacher organisierte Crocodile Trophy, ein Etappenrennen in Australien, für sich. 2020 wurde sie für den Start bei den Straßeneuropameisterschaften nominiert.

## Erfolge

### Mountainbike
2017
- Mountainbike-Europameisterschaften – Marathon
- Österreichische Meisterin – Marathon

2021
- Österreichische Meisterin – Marathon

2022
- Österreichische Meisterin – Marathon